# إريك أموندسين
إريك أموندسين (بالنرويجية البوكمول: Erik Amundsen)‏ هو عازف جاز نرويجي، ولد في 1 فبراير 1937 في أوسلو في النرويج، وتوفي في 22 فبراير 2015.

## وصلات خارجية
- إريك أموندسين على موقع ميوزك برينز (الإنجليزية)
- إريك أموندسين على موقع ديسكوغز (الإنجليزية)